# Yvan Tessier
Pour les articles homonymes, voir Tessier.
Yvan Tessier est un photographe français, né le 28 décembre 1955 .

## Biographie
Il photographie les traces et l'éphémère à Paris depuis 1978 : les graffitis, les vitraux des chapelles funéraires, les objets qui vivent une seconde vie sur les marchés aux puces, les ombres du passé... Il navigue entre kitsch, nostalgie et surréalisme. Ses livres et ses expositions dévoilent un Paris surprenant et attachant. Il est représenté par Getty sur le site www.istock.com

## Sources
- Revue Connaissance des Arts, N° 576, octobre 2000, article Vitraux funéraires parisiens